# 193e régiment d'artillerie
Le 193e régiment d'artillerie lourde puissante automotrice (193e RALPA) est un régiment de l'armée de terre française qui a participé au début de la Seconde Guerre mondiale. Créé en 1939, il participe avec ses canons automoteurs mortiers de 280 mm sur affût chenillé Saint-Chamond (en) à la bataille de France mais se replie sans pouvoir combattre en juin 1940.

## Création et différentes dénominations
- 1939 : création
- 1940 : dissous

## Historique des opérations et garnisons du régiment
Le 193e RALPA est créé à la mobilisation par le centre mobilisateur d'artillerie no 314 de Valence. Regroupé à partir du 3 septembre 1939 à Chabeuil, il part par voie ferrée pour le front le 18 septembre. Son matériel, produit à la fin de la Première Guerre mondiale, se révèle vétuste.
Pendant la drôle de guerre, le régiment, rattaché à la réserve générale d'artillerie, est sur les arrières de la 3e armée française. Il stationne dans la région de Commercy et Thiaucourt (en Lorraine), puis à partir de la fin octobre à Bourmont, Saint-Thiébault et Goncourt (Haute-Marne). En mars 1939, il rejoint Saint-Blin, Orquevaux et Manois (Haute-Marne). Après la percée allemande dans les Ardennes, le régiment reste sur place à cause de sa faible mobilité stratégique.
Le 14 juin 1940, les troupes françaises restées dans l'Est derrière la ligne Maginot sont tournées par les Allemands. Le régiment reçoit l'ordre de partir à la gare de Montlandon pour embarquer vers le sud. Le 15 juin 1940 au matin, le régiment essaie de rejoindre la gare de Langres, plus proche, mais apprend qu'il n'y a pas les wagons nécessaires au transport des pièces de 280. Les différentes pièces sont sabordées ou abandonnées dans la région de Clefmont. Le régiment se replie ensuite avec ses automobiles par Vesoul et Pontarlier, jusqu'à Valence, qu'il atteint le 17 juin 1940. Envoyé sur Nîmes, le régiment y est dissout entre le 14 et le 24 juillet.

## Organisation
Le régiment compte trois groupes de deux batteries :
- État-major (chef de corps : colonel Marty, adjoint : capitaine Vivien) et batterie hors-rang
- 1er groupe (capitaine Ricou) : 1re et 2e batteries, CR 1
- 2e groupe (chef d'escadron Nussard puis capitaine Brémond) : 4e et 5e batteries, CR 2
- 3e groupe (chef d'escadron Rambaud) : 7e et 8e batteries, CR 3

Le régiment est équipé de 24 arrière-trains portant un mortier de 280 (quatre par batterie), tractés par 30 avant-trains moteurs (un de rechange par batterie). L'organisation du régiment prévoit 106 camions, 48 camionnettes, 37 automobiles légères et 19 remorques en soutien.

## Étendard
Il ne porte aucune inscription

## Insigne
L'insigne du régiment porte un hippocampe (symbole de la cavalerie hippomobile, étrange pour des pièces autotractées) dans une roue dentée (symbole de la motorisation) sur deux canons croisés (emblème de l'artillerie).